# シェイカ・アル・マヤッサ
シェイカ・アル＝マヤッサ・ビント・ハマド・ビン・ハリーファ・アール＝サーニー（アラビア語: شيخة المياسة بنت حمد بن خليفة آل ثاني、英語: Sheikha Al-Mayassa bint Hamad bin Khalifa Al-Thani、1983年生まれ）は、カタールの王族であり、世界有数のアートコレクターとして知られる文化人である。彼女はカタール博物館庁（Qatar Museums Authority, QMA）の議長を務めている。前カタール首長ハマド・ビン・ハリーファ・アール＝サーニーと、その妃であるシェイカ・モザ・ビント・ナーセル・アル＝ミスナドの娘であり、現首長タミーム・ビン・ハマド・アール＝サーニーの妹にあたる。

## 生い立ちと教育
シェイカ・アル＝マヤッサは1983年にカタールのドーハで生まれた。彼女はデューク大学で政治学の学士号を取得し、2005年に卒業した。また、パリ政治学院とロンドン・スクール・オブ・エコノミクスでも学んでいる。

## キャリアと功績
シェイカ・アル＝マヤッサは、カタール博物館庁（QMA）の議長として、同国の文化・芸術分野の発展に尽力している。彼女のリーダーシップの下、QMAは世界的に重要な美術館や文化施設の建設・運営を進めており、これにはイスラム美術館、アラブ現代美術館（Mathaf）、そしてジャン・ヌーヴェルが設計したカタール国立博物館などが含まれる。
彼女は世界で最も影響力のあるアートコレクターの一人として認識されており、アート市場におけるその影響力は非常に大きい。彼女の監督の下、カタールは数々の高額なアート作品を購入しており、ポール・ゴーギャンの「ナフェア・ファア・イポイポ (Nafea Faa Ipoipo)」やポール・セザンヌの「カード遊びをする人々 (Les Joueurs de cartes)」などが購入されたと報じられている。
彼女はまた、フォーブス誌の「世界で最もパワフルな女性」リストや、アートレビュー誌の「パワー100」リストに頻繁に選出されている。